# La Margarita
La Margarita är en ort i Mexiko.   Den ligger i kommunen Catemaco och delstaten Veracruz, i den sydöstra delen av landet, 400 km öster om huvudstaden Mexico City. La Margarita ligger 342 meter över havet och antalet invånare är 272. Den ligger vid sjön Laguna Catemaco.
Terrängen runt La Margarita är huvudsakligen kuperad, men åt nordväst är den platt. La Margarita ligger nere i en dal. Runt La Margarita är det ganska tätbefolkat, med 70 invånare per kvadratkilometer. Närmaste större samhälle är Catemaco, 10,2 km nordväst om La Margarita. Omgivningarna runt La Margarita är en mosaik av jordbruksmark och naturlig växtlighet.